# Belzebubs
I Belzebubs sono un progetto musicale metal creato dal fumettista e musicista finlandese JP Ahonen, sulla base del fumetto scritto da quest'ultimo tra il 2014 e il 2016. Sono un gruppo virtuale costituito da membri animati, come i Dethlok e i Gorillaz.
La band è costituita da quattro personaggi animati, Sløth (cantante e chitarrista), Hubbath (bassista e seconda voce), Obesyx (chitarrista) e Samaēl (batterista), a cui si aggiunge la famiglia di Sløth, formata dalla moglie Lucyfer e dai figli Lilith e Leviathan.

## Storia
JP Ahonen, classe 1981, ex membro della band gothic metal Wolfpack, ha raccontato di aver creato i Belzebubs in un periodo buio della sua vita, subito dopo aver pubblicato il fumetto Perkeros-Diabolus in Musica (edito in italiano da Edizioni BD.) in occasione di un Contest. Notando il discreto successo che le strisce, inizialmente pubblicate online, stavano riscuotendo, JP Ahonen decise di racchiuderle in una raccolta, edita anch'essa da Edizioni BD.
Parallelamente mise in pratica anche il suo talento musicale e cominciò a scrivere canzoni, che fece suonare e cantare da musicisti dall'identità ignota. Il primo singolo, Blackened Call è uscito il 29 giugno 2018, seguito da Cathedrals of Mourning il 31 marzo 2019 e da Nam Gloria Lucifer il 12 giugno. Il tutto è contenuto nell'album Pantheon of the Nightside Gods, pubblicato nel 2019 dall'etichetta Century Media Records.
Il primo tour della band si sarebbe dovuto svolgere nel 2020, ma è stato annullato a causa della pandemia di Covid-19.

## Storia fittizia della band
Secondo la storia costruita da JP Ahonen la band sarebbe stata fondata nel 2002 da Sløth, Hubbath e Izkarioth, ai quali si sarebbe aggiunto poi Obesyx. Avrebbero pubblicato due album in studio andati perduti, Quis Novit Daemonis Astus nel 2006 e Moth of Satanas nel 2009, ma "a causa una serie di sfortunati eventi" la band dovette dividersi. Sarebbe stata rifondata solo nel 2015 per iniziativa di Sløth, che intanto aveva messo su famiglia, con l'aiuto di Hubbath, di Obesyx e di un nuovo batterista, Samaēl.
L'identità dei musicisti che suonano sotto il nome dei personaggi creati da JP Ahonen non è stato ancora reso noto. Si è ipotizzato che a doppiare Sløth sia Niilo Sevänen, cantante della band death metal Insomnium. Abbath, ex cantante degli Immortal, a cui è palesemente ispirata la figura di Hubbath, ha ammesso di essere stato contattato da JP Ahonen per doppiare, appunto, Hubbath e di essersi interessato al progetto, ma non rispose mai al fumettista.

## Discografia

### Album in studio
- Pantheon of the Nightside Gods (2019)

### Singoli
- Blackened call (2018)
- Cathedrals of Mourning (2019)
- Nam Gloria Lucifer (2019)